# Militärschießschule
Militärschießschulen waren Bildungseinrichtungen für Militärpersonen und dienten dem sachgemäßen Umgang mit Schusswaffen. Gleichzeitig wurden hier Verbesserungen und Erfindungen auf dem Gebiet der einschlägigen Waffen untersucht und bewertet. Es gab Militärschießschulen für die Infanterie und für die Artillerie.

## Deutschland
- Infanterieschießschule, auch Militär-Schießschule, im Spandau-Ruhlebener Schanzenwald (seit 1861), 1883 Gewehr-Prüfungskommission ausgegliedert
- Militärschießschule in Augsburg (Truppenübungsplatz auf dem Lechfeld, seit 1872)
- Artillerie-Schießschule in Berlin (1867)
- Feldartillerie- und Fußartillerie-Schießschule in Jüterbog (1890)

## Frankreich
- École normale de tir (Châlons)
- Écoles d'application pour le tir (Le Ruchard, La Valbonne)
- Commission d'études de tir de l'artillerie in Poitiers
- Commission d'études de tir à la mer (Toulon, seit 1894)

## Großbritannien
- Infanterieschießschule in Hythe (School of Musketry, gegründet 1853)
- die älteste Artillerieschießschule in Shoeburyness